# 榎園喜徳
榎園 喜徳（えのきぞの よしのり、1906年（明治39年）2月22日 - 1969年（昭和44年）12月25日）は、日本の法学者。元八幡大学教授（労働法）。福岡県八幡市出身。

## 経歴
福岡県立小倉中学校卒業後、八幡製鐵入社。1925年（大正14年）八幡製鐵退社後、法政大学予科入学、フランス文学専攻。父親死去のため中退し帰郷。再度八幡製鐵入社。その後九州法学校（後の九州国際大学）入学。大澤章、宇賀田順三に師事。1933年（昭和8年）在学中に高等文官行政科試験合格。1934年（昭和9年）九州法学校卒業。1942年（昭和17年）、朝鮮の兼二浦製鉄所労務課長に就任。1946年（昭和21年）帰国後、戸畑専門学校奉職。厚生課長、教授を務める。1950年（昭和25年）、文部省より労務管理論講座担当講師の資格認定を受け、新制八幡大学発足時の法学部労働法講師に就任、以後助教授、教授を歴任。1969年（昭和44年）病死。著書に『労働法の周辺』（1968年）がある。尚、榎園は禅宗円覚寺師家の資格を得、小倉到津の鎮西道場で参禅の会を指導した経歴を持った大学教授であった。

## 論文
榎園喜徳>